# Warlencourt-Eaucourt
Warlencourt-Eaucourt ist eine Gemeinde im französischen Département Pas-de-Calais in der Region Hauts-de-France. Sie gehört zum Kanton Bapaume im Arrondissement Arras. Sie grenzt im Norden an Grévillers, im Osten an Ligny-Thilloy, im Süden an Le Sars und im Westen an Pys. In Warlencourt-Eaucourt befindet sich auf 118 Metern über Meereshöhe der tiefste Punkt dieses Kantons.

## Bevölkerungsentwicklung
| Jahr      | 1962 | 1968 | 1975 | 1982 | 1990 | 1999 | 2008 | 2013 |
| --------- | ---- | ---- | ---- | ---- | ---- | ---- | ---- | ---- |
| Einwohner | 110  | 102  | 85   | 84   | 81   | 107  | 151  | 160  |